# Секвентальна коробка передач
Секвентальна або послідовна коробка передач (від англ. sequence — послідовність) (англ. sequential manual gearbox) — тип механічної коробки передач, який використовується в основному для мотоциклів та спортивних автомобілів. Це створює більш швидкі зміни передач, ніж традиційні синхронізовані ручні коробки передач, допускає тільки послідовне їх перемикання. Від коробки передач класичного типу відрізняється принципом роботи механізму перемикання передач. Послідовне перемикання передач зручно в тих випадках, коли вплив на орган управління здійснюється ногою (наприклад, на мотоциклі), коли потрібне швидке перемикання передач (наприклад, на спортивному автомобілі) або при наявності великої кількості передач, вибір яких традиційним способом переміщення важеля незручний (на тракторах, вантажних автомобілях). Зазвичай перемикання здійснюється зміщенням органу управління від нейтрального положення. 
Механізм перемикання передач може бути як прямої дії, наприклад на мотоциклах, так і з сервоприводом (автоматизованим або неавтоматизованим) як на ралійних автомобілях.

## Принцип дії

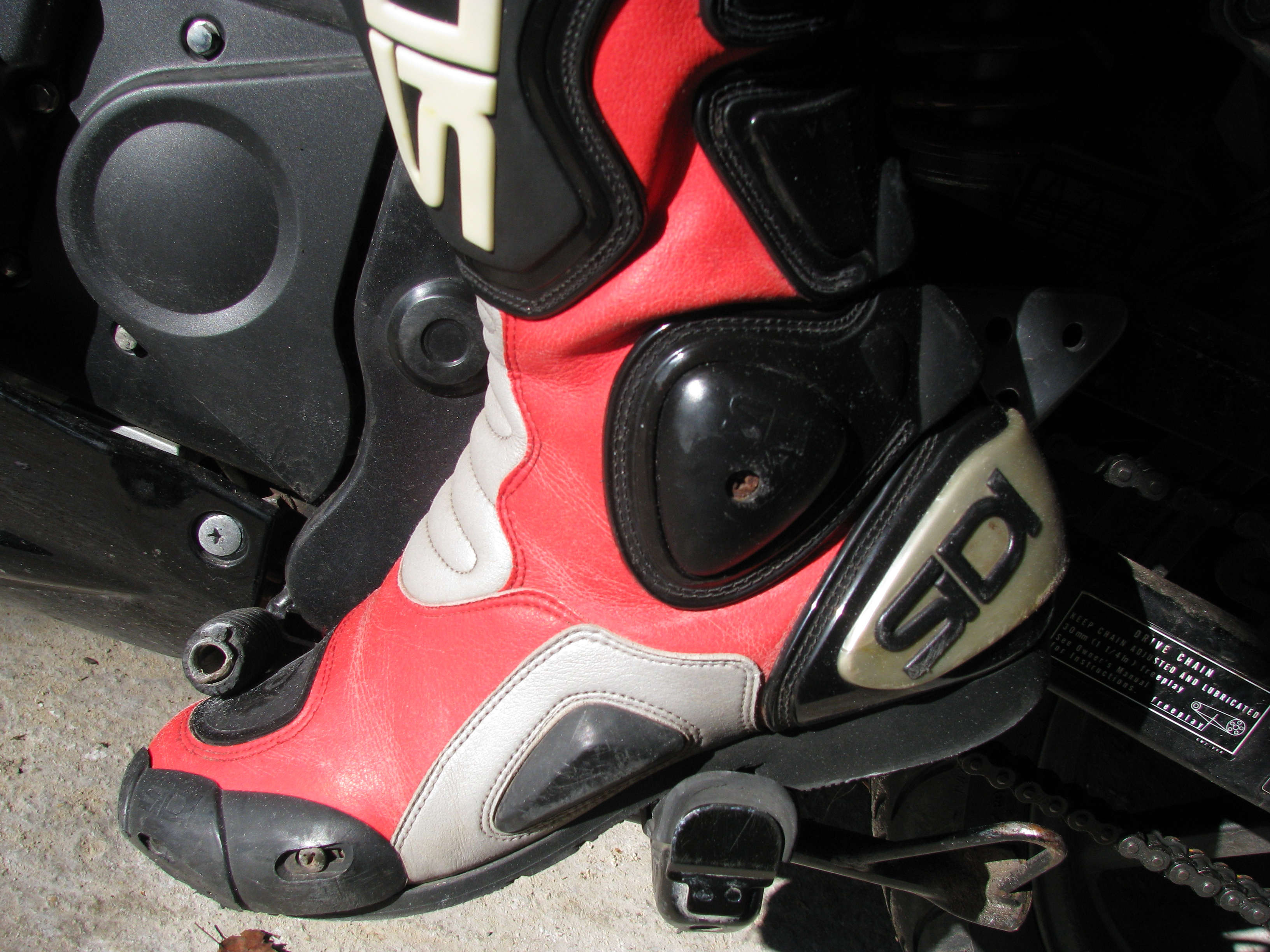
Важіль перемикання передач на мотоциклі

Секвентальні або Послідовні коробки передач не можуть перемикатися за бажанням, ви можете перемикатися тільки на наступну вищу або наступну нижчу передачу — наступну в послідовності. Неможливо пропустити одну або кілька передач. Це обмеження дозволяє уникнути випадкового вибору неправильної передачі; однак це також заважає водієві свідомо «пропускати» передачі. 
На послідовній коробці передач, важіль перемикання працює механізмом храповика, який перетворює рух переднього і заднього важелів перемикача в обертання барабана селектора (іноді його називають барабан), який має три чи чотири колії, оброблені навколо його окружності. Вилки вибору керуються доріжками, безпосередньо або через селекторні стрижні. Доріжки відхиляються по колу, і коли барабан обертається, вилки перемикача переміщуються, щоб вибрати необхідну передачу. 
Секвентальну або Послідовну ручну коробку передач не слід плутати з "послідовною" функцією перемикання, яка іноді підходить до гідравлічної автоматичної коробки передач, що продається з такими термінами, як "Tiptronic" або "SportShift". Ця функція дозволяє водієві вибрати попередню або наступну передачу за допомогою кнопок або важеля.

## Застосування
Більшість сучасних мотоциклів використовують послідовну механічну коробку передач. Управління перемикачем передач ногою вершника дозволяє їх рукам залишатися на рульці. Таку трансмісію можна знайти, наприклад, як в Smart Fortwo так і у Перегонових автомобілях Формули 1.
NASCAR має представити 6-ступінчасту секвентальну коробку передач зі новим автомобілем Gen-7 у 2022 році, після того, як впродовж багатьох років використовував звичайну 4-ступінчасту механічну коробку передач.

## Дивитись також
- Коробка передач
- Роботизована коробка передач
- Механічна коробка перемикання передач
- Автоматична трансмісія